# Marcin Dąbrowski (prawnik)
Marcin Dąbrowski (ur. 12 września 1977 w Olsztynie) – polski prawnik, doktor habilitowany nauk prawnych, nauczyciel akademicki Uniwersytetu Warmińsko-Mazurskiego w Olsztynie, radca prawny, specjalista w zakresie prawa konstytucyjnego.

## Życiorys
W 1999 ukończył studia licencjackie na kierunku administracja w Wyższej Szkole Pedagogicznej w Olsztynie. W 2001 po przekształceniu tej uczelni w uniwersytet ukończył tam studia magisterskie na kierunku administracja. W 2003 na Wydziale Prawa i Administracji UWM uzyskał tytuł magistra prawa. W 2008 w Wyższej Szkole Handlu i Prawa im. Ryszarda Łazarskiego w Warszawie na podstawie napisanej pod kierunkiem Marka Chmaja rozprawy pt. Funkcje orzeczeń Trybunału Konstytucyjnego nadano mu stopień naukowy doktora nauk prawnych. W 2018 na podstawie dorobku naukowego oraz monografii pt. Domniemana zgodność ustaw z Konstytucją Rzeczypospolitej Polskiej z 1997 roku uzyskał na Wydziale Prawa i Administracji UWM stopień doktora habilitowanego nauk prawnych w dyscyplinie prawo w specjalności prawo konstytucyjne.
Od 2003 jest wykładowcą w Uniwersytecie Warmińsko-Mazurskim, a w 2009 adiunktem na tej uczelni w Katedrze Prawa Konstytucyjnego. Był wykładowcą Wyższej Szkoły Informatyki i Ekonomii TWP w Olsztynie.
W 2008 został radcą prawnym.
Marszałek Senatu RP prof. Tomasz Grodzki powołał go w 2020 w skład 15-osobowego zespołu doradców do spraw kontroli konstytucyjności ustaw.